# Tasker Oddie
Tasker Lowndes Oddie (Brooklyn, 1870. október 20. – San Francisco, 1950. február 17.) az Amerikai Egyesült Államok szenátora (Nevada, 1921–1933).